# Hyparrhenia sinaica
Hyparrhenia sinaica é uma espécie de planta com flor pertencente à família Poaceae. 
A autoridade científica da espécie é (Delile) Llaurado ex G. Lopez Gonzales, tendo sido publicada em Anales del Jardín Botánico de Madrid 51(2): 313. 1993[1994].

## Portugal
Trata-se de uma espécie presente no território português, nomeadamente em Portugal Continental e no Arquipélago da Madeira.
Em termos de naturalidade é nativa das duas regiões atrás indicadas.

## Protecção
Não se encontra protegida por legislação portuguesa ou da Comunidade Europeia.